# Bring Ya to the Brink
Bring Ya to the Brink è un album di Cyndi Lauper, pubblicato nel 2008 e caratterizzato, rispetto agli album pubblicati in passato, principalmente da sonorità elettropop. L'album Bring Ya to the Brink conta, per la prima volta, la collaborazione di più elementi tra produttori, come The Scumfrog, Axwell, Andreas Kleerup o Peer Astrom e Johan Bobäcke; l'aiuto di DJ come Richard Morel di matrice statunitense e gruppi musicali, come Dragonette, gruppo synthpop di origine canadese e Basement Jaxx, duo inglese di musica house.
Nel dicembre 2008, l'album è stato candidato per i Grammy Awards come "Best Electronic/Dance Album" («Miglior Album Electronic/Dance») e successivamente ha ricevuto un premio con un "PAM Award" come «Best Pop/Dance Album by an International Artist» («Miglior Album Pop/Dance di un Artista Internazionale»).
Prima dell'inizio del tour mondiale che ha toccato anche l'America Latina, con una promozione tra Giappone, Australia e USA, Bring Ya to the Brink viene pubblicato anche in Europa, con il singolo "Into the Nightlife" che oltre ad aver scalato negli Stati Uniti la classifica Dance di Billboard, viene premiato con un "PAM Award", nella categoria «Best song by an International Artist» («Miglior Canzone di un Artista Internazionale»).

## Il disco
Nell'estate del 2007, Cyndi Lauper è stata in Europa per ultimare la realizzazione di alcuni brani dell'album che provvisoriamente portava il titolo Savoir Faire:
- The Scumfrog per "High & Mighty"
- Peer Astrom e Johan Bobäck ("Kermit") per "Into the Night Life", "Echo" e "Life"
- Basement Jaxx per "Rocking Chair"
- Richard Morel per "Same Ol' Story", "Raging Storm" e "Set Your Heart"
- Kleerup per "Lay Me Down"
- Digital Dog per "Give It Up"
- Dragonette per "Grab a Hold"
- Axwell per "Rain on Me"

Cyndi Lauper ha scritto "Lay Me Down" insieme al DJ e produttore svedese Andreas Kleerup che ha campionato una parte ritmica del brano anche per "Thank You for Nothing", pubblicata nel suo album di debutto.
Le foto di copertina dell'album sono di Stephanie Schneider.
Nel 2009, Cyndi Lauper viene premiata con 3 "PAM Awards", nella categoria «Best International Female Solo Artist» («Migliore Artista Solista Femminile Internazionale»); il brano "Into The Night Life" viene premiato, nella categoria «Best song by an International Artist» («Miglior Canzone di un Artista Internazionale»); viene premiato, inoltre, l'album Bring Ya to the Brink, come «Best Pop/Dance Album by an International Artist» («Miglior Album Pop/Dance di un Artista Internazionale»).

## Tracce
1. High And Mighty – 4:43 (Cyndi Lauper, Jesse Houk)
2. Into The Nightlife – 4:00 (Lauper, Peer Åström, Johan Bobäck, Max Martin)
3. Rocking Chair – 3:39 (Lauper, Felix Buxton, Simon Ratcliffe)
4. Echo – 3:55 (Lauper, Åström, Bobäck, William Wittman)
5. Lyfe – 3:38 (Lauper, Roger Fife, Melissa Greene, Sammy Merendino)
6. Same Ol' Story – 5:54 (Cyndi Lauper, Richard Morel)
7. Raging Storm – 5:23 (Cyndi Lauper, Morel)
8. Lay Me Down – 3:28 (Cyndi Lauper, Andreas Kleerup)
9. Give It Up – 3:23 (Lauper, Steve Cornish, Nicholas Mace)
10. Set Your Heart – 3:42 (Lauper, Morel, Victor Carstarphen, Gene McFadden, John Whitehead)
11. Grab A Hold – 3:27 (Lauper, Dan Kurtz, Martina Sorbara)
12. Rain On Me – 4:24 (Lauper, Chau Phan, Axel Hedfors, Alexander Kronlund)

Tracce bonus dell'edizione giapponese
1. Got Candy – 3:51 (Lauper, Morel)
2. Can't Breathe – 3:58 (Lauper, Kronlund, Chau Phan)

Tracce bonus dell'edizione digitale USA
1. Set Your Heart (Pink Noise Remix) – 6:47 (Lauper, Morel, Victor Carstarphen, Gene McFadden, John Whitehead)
2. Same Ol' Story (Ralphi Rosario Vocal Mix) – 8:46 (Cyndi Lauper, Richard Morel)

## Edizioni e versioni
La data d'uscita del nuovo album di Cyndi Lauper, si scopre tramite alcuni siti musicali. In un primo momento, l'album viene dato disponibile solo per il mercato giapponese, come per il sito della HMV, pubblicando una scheda dettagliata, con informazioni tecniche, con l'immagine della copertina, una tracklist e la data, per una eventuale prenotazione all'acquisto. In Giappone, l'uscita è prevista per il 14 maggio 2008.
In Giappone Bring Ya to the Brink è stato pubblicato su CD con 2 bonus tracks: "Got Candy" e "Can't Breathe", per un totale di 14 canzoni. In coincidenza con l'inizio del tour mondiale di "Bring Ya to the Brink", l'album è stato ripubblicato, solo per il Giappone, in una "Special Edition" (Edizione Speciale) CD+DVD. Oltre "Got Candy" e "Can't Breathe", è stato aggiunto un DVD contenente il solo video di "Into the Night Life".
Sul sito ufficiale di Cyndi Lauper, la notizia della pubblicazione imminente di un album viene data invece il 4 aprile 2008. Negli Stati Uniti, Bring Ya to the Brink esce il 27 maggio.
Negli USA, l'album è stato pubblicato su CD con 12 canzoni soltanto, ma reso disponibile in due versioni: una versione riveduta e corretta, denominata «Clean Version», ripulita di alcuni toni considerati pesanti, usati in "Same Ol' Story"; e una versione integrale, denominata «Explicit». In entrambi i casi, sulla copertina dell'album appare lo sticker di avvertenza: Parental Advisory - Explicit Content - Strong Language («Avviso ai genitori: contenuti espliciti e linguaggio spinto»).
Negli USA, Bring Ya to the Brink è stato reso disponibile anche su ITunes, come album digitale con 16 canzoni; le 2 bonus tracks, "Got Candy" e "Can't Breathe", presenti nella versione giapponese dell'album, con in più 2 remix di "Set Your Heart" (Pink Noise Remix) e "Same Ol' Story" (Ralphi Rosario Vocal Mix).
In Italia, come nella maggior parte d'Europa, Bring Ya to the Brink è stato pubblicato ufficialmente nel mese di settembre 2008, anche se da giugno, molte copie dell'album, d'importazione dagli Stati Uniti, erano già reperibili nei negozi.

## Promozione
La Lauper ha presentato, sia in tour promozionali che nelle discoteche, i brani "Set Your Heart", "Grab a Hold" e "Same Ol' Story", mesi prima della pubblicazione ufficiale dell'album.
Nel 2007 nella trasmissione radio americana Wake up with Whoopi, condotta dall'attrice Whoopi Goldberg, Cyndi Lauper presenta "Set Your Heart", dando anche una smentita riguardo all'uscita del nuovo disco, chiamato provvisoriamente "Savoir Faire".
Nel 2008, in Giappone, "Set Your Heart" è stata utilizzata per pubblicizzare il modello di auto, MarkX Zio, della Toyota.
Cyndi Lauper promuove "Set Your Heart", in Giappone, con uno showcase e alcune apparizioni TV, dove rilascia interviste e dove si esibisce in varie performance dal vivo ("True Colors" con il dulcimer e "Set Your Heart"); annunciando inoltre il suo ritorno con alcune date ed un tour.
In Giappone, per l'occasione, viene ristampata anche la raccolta del 2003, The Essential Cyndi Lauper, con "Set Your Heart", "Hey Now (Girls Just Want to Have Fun)" insieme ad un DVD con 4 Videoclip. La copertina, dell'album Bring Ya to the Brink, figura anche nel libretto interno.
Negli USA, viene pubblicato, il 6 maggio 2008 Same Ol' Story, singolo digitale per ITunes, con 7 remix. Same Ol' Story è il primo singolo estratto da Bring Ya to the Brink. Negli USA, Cyndi Lauper ha partecipato in alcuni show televisivi, per promuovere il singolo, l'album in uscita, e il True Colors Tour del 2008.
Il 19 maggio, Cyndi Lauper, durante la manifestazione "NewNowNext", organizzata da Logo-MTV, oltre a presentare una categoria per le nomination in gara, si esibisce con Into The Night Life. Il 20 maggio, viene girato allo Splash Bar di New York, il videoclip per uno dei nuovi brani, Into the Night Life; hanno partecipato alla registrazione del videoclip, persone comuni che sono state invitate sotto richiesta del sito ufficiale. Cyndi Lauper si esibisce con Into The Night Life anche in una puntata di Così gira il mondo, soap-opera che negli Stati Uniti è mandata in onda dalla CBS, insieme a "True Colors"; Cyndi Lauper viene intervistata anche per il "dietro le quinte" del programma.
In Europa, nel mese di maggio, su Channel ARTE canale franco-tedesco, visibile anche in rete, viene mandato in onda uno speciale su Cyndi Lauper, e le foto realizzate da Stephanie Schneider, per l'album Bring Ya to the Brink.
L'8 settembre è uscito anche nel Regno Unito, in formato digitale, il secondo singolo estratto da Bring Ya to the Brink, "Into the Night Life", primo singolo che sponsorizza, ufficialmente in Europa, il nuovo album.

## Tour mondiale
Tra febbraio e marzo 2008, la Lauper è stata in Australia, per la promozione del nuovo album, con un mini-tour di 8 date tra Perth, Melbourne, Sydney e Brisbane.
Il 23 settembre, parte da Osaka (Giappone) il tour mondiale di Bring Ya to the Brink, in supporto all'album che per l'occasione è stato ripubblicato in "edizione speciale CD+DVD". Osaka, oltre ad essere la prima città ad aprire ufficialmente il nuovo tour della cantante, risulta una delle quattro date giapponesi ad avere il tutto esaurito.
Il tour mondiale prosegue, nel mese di ottobre, in Europa, a cominciare da Manchester, prima data nel Regno Unito, che ha avuto il tutto esaurito insieme a Londra. È stata poi la volta di Southampton, Birmingham e Glasgow. Dublino, tutto esaurito, è stata una delle due date irlandesi, insieme a Cork. Unica data francese è stata a "Le Bataclan" di Parigi che ha avuto il tutto esaurito insieme alla data del Lussemburgo. Le altre città che hanno visto nel mese di ottobre Cyndi Lauper in tour per l'Europa, sono state Copenaghen, Oslo, Stoccolma, Vienna e all'"Ave Session" di Basilea (tutto eaurito). A novembre, ultime due date in Europa, Cyndi Lauper è stata all'"E-Werk" di Colonia, altra data con il tutto esaurito, ed Amsterdam. Concerto cancellato invece in Finlandia, a Lempäälä. In Europa, segue per alcune date del tour anche "Rosie and The Goldbug", come gruppo spalla. Il gruppo "Rosie and The Goldbug" ha girato alcuni video amatoriali, per ogni tappa del tour.
La terza e ultima parte del tour mondiale si è svolta in America Latina. Il tour si è prolungato nel mese di novembre anche in Brasile (Belo Horizonte, San Paolo, Rio de Janeiro, Curitiba e Porto Alegre). Cyndi Lauper con il suo tour ha fatto tappa anche in Argentina (Buenos Aires e Córdoba), Cile (Santiago del Cile), Perù (Lima) e Venezuela (Caracas). Cyndi Lauper viene accolta molto bene dal pubblico e dai fans. L'ultima data del tour, a Caracas (Venezuela), è stata annullata.
Nel 2009 viene programmato per Cyndi Lauper un nuovo tour negli Stati Uniti, sempre inerente all'album "Bring Ya to the Brink" e suddiviso in 3 parti. Tra maggio e giugno, 2 date per lo "Spring 2009 Tour"; tra luglio e agosto, con il tour "Girls Night Out" insieme anche a Rosie O'Donnell ed infine, l'ultima parte, sempre nel mese di agosto, con altre 3 date per il "Summer 2009 Tour".
In realtà il tour "Bring Ya to the Brink" era in programma una seconda volta, durante il periodo estivo, di nuovo in Europa. La seconda parte del tour di "Bring Ya to the Brink" prevedeva altre città non toccate in autunno, come Graz (Austria), Praga (Repubblica Ceca), Barcellona (Spagna), Aarhus (Danimarca), e molte altre, soprattutto in Germania, tra Friburgo, Hultsfred e Dortmund.
In netta collisione con la promozione per il film "Here and There", la programmazione della seconda parte del tour di "Bring Ya to the Brink", in continuo aggiornamento, viene così annullata.

## Singoli promozionali
- "Set Your Heart" (Giappone)

"Set Your Heart" è la prima canzone usata per promuovere l'uscita di Bring Ya to the Brink; è uscita in Giappone come singolo promozionale non destinato alla vendita.

## Singoli Ufficiali
- "Same Ol' Story" (singolo USA)
- "Into the Night Life"  (UK)

Contando anche "Grab a Hold" durante le prime esibizioni live, "Same Ol' Story" è la terza canzone usata per sponsorizzare l'uscita del nuovo album, ed è il primo singolo ufficiale, pubblicato negli Stati Uniti, il 6 maggio, solo per ITunes USA.
Negli Stati Uniti "Into the Night Life" è stato sponsorizzato tramite il video, qualche show televisivo e radiofonico; anche con dei remix, pubblicati in "digitale", per la rete, durante l'estate. Tra agosto e settembre negli Stati Uniti "Into the Night Life" è riuscito a scalare la classifica Dance di Billboard.
In Europa "Into the Night Life" è il primo singolo ad essere pubblicato per il nuovo album di Cyndi Lauper. L'uscita del singolo "Into the Night Life", pubblicato nel Regno Unito, ufficialmente l'8 settembre, anticipa di qualche settimana l'inizio del tour mondiale di Bring Ya to the Brink.

## Videoclip
"Into the Night Life" è il secondo singolo ufficiale estratto dall'album ed è l'unico finora a cui si associa anche un videoclip promozionale. Il videoclip è stato girato a metà maggio.

## Altre Pubblicazioni
- The Essential Cyndi Lauper (2008) [Raccolta, ri-stampa CD+DVD per il Giappone ]
- "Girls Just Wanna Set Your Heart" (2009) [Singolo-remix per il Giappone, uscito il 21 gennaio.]
- Floor Remixes (2009) [remix album - per il Giappone, uscito il 18 febbraio.]

In Giappone, viene ristampata anche la raccolta del 2003, The Essential Cyndi Lauper, con "Set Your Heart", "Hey Now (Girls Just Want to Have Fun)" insieme ad un DVD con 4 videoclip. La copertina, dell'album Bring Ya to the Brink, figura, come riferimento, anche nel libretto interno.
"Floor Remixes", da cui è tratto anche il singolo-remix "Girls Just Wanna Set Your Heart", è un album di riferimento che racchiude, principalmente, versioni remix, anche molto lunghe, di quasi 8 o 9 minuti.
Oltre le 2 versioni Pink Noise Mix ed Extended Mix di "Same Old Story", già presenti nel singolo omonimo, l'album ha anche ulteriori remix di "Time after Time" e "True Colors". La compilation, uscita solo in Giappone, include 2 nuovi remix di "Into the Nightlife", un remix di "Set Yor Heart" e "High and Mighty". "Floor Remixes" è stato pubblicato anche con un DVD aggiuntivo che comprende 4 videoclip ed un'intervista al regista.